# Edmund Silberner
Edmund Silberner, född 20 april 1910 i Borysław, Galizien, död 1985, var historiker som huvudsakligen sysslade med ekonomisk historia. Han studerade i Wien och promoverades i Genève där han var docent mellan 1939 och 1941. Därefter var han professor vid Princeton University (1946-1950), och 1951 blev han professor vid hebreiska universitetet i Jerusalem.

## Verk (urval)
- The Problem of War in Nineteenth Century Economic Thought, 1946
- Sozialisten zur Judenfrage, 1954
- Moses Hess, die Geschichte seines Lebens, 1966
- Johann Jacoby, 1976